# 麗羅 (小説家)
麗羅（れいら、1924年12月20日 - 2001年8月4日）は、日本で活動した在日韓国人小説家。本名は鄭埈汶（チョン・ジュンムン、정준문）。

## 来歴
朝鮮（現・韓国）の慶尚南道咸陽郡生まれ。1934年、当時日本へ出稼ぎに行っていた父に呼び寄せられ渡日、東京の向島に住む。1943年に日本陸軍に特別志願兵として入隊。朝鮮北部の咸鏡北道で終戦を迎え、ソ連軍に投降し、北朝鮮の再教育キャンプに収容される。
収容所で左翼に転向し、所長の安吉や南日など北朝鮮政権の要人に気に入られて南朝鮮労働党に入党。平壌で金日成の帰国演説を目撃する。工作員の任務を与えられて故郷の村に帰り、昼は教師を務めながら、夜は地区の南労党幹部として活動する。1947年に韓国警察に逮捕され、尋問中の拷問で背骨を折る重傷を負い、死刑を宣告される。父親は田畑を売った金で警察幹部に賄賂を使って救命を嘆願したため、人事不省のまま棺桶に入れられ、死亡者として親族に引き渡される。再摘発を恐れ、歩けるようになってから1948年3月に漁船で日本に密航逃亡し、東京の兄の家に寄宿し、調布の米軍基地でクラブマネージャーとして働く。1950年に朝鮮戦争が勃発、英語ができたため通訳として国連軍に志願し、1950年9月から1951年11月まで従軍。停戦後は除隊命令が出たため、再来日し、不動産業などを営むが、病気入院を機に執筆活動を始める。
1973年、短編「ルバング島の幽霊」が第4回小説サンデー毎日新人賞推理小説部門の受賞作となり小説家デビュー（選考委員：中島河太郎、黒岩重吾、佐野洋、『小説サンデー毎日』1973年7月号掲載）。1978年には『死者の柩を揺り動かすな』で第31回日本推理作家協会賞長編部門候補。日本推理作家協会編の年刊アンソロジー『推理小説代表作選集 推理小説年鑑』では、1976年版に「怨の複合」、1985年版に「証言」が収録された。在日韓国人の作家では珍しく大衆小説を書き続け、代表作に『わが屍に石を積め』（1980年）や、第1回サントリーミステリー大賞読者賞を受賞した『桜子は帰ってきたか』（1983年）などがある。
また、勝目梓・平龍生・長谷川敬・藤田健三とともに属十三（さっか じゅうぞう）のペンネームで小説を共同執筆し、『後楽園ジャック』（1977年）などを発表している。
ペンネームは、高句麗と新羅から一文字ずつとったもの。日本推理作家協会の理事として、生島治郎らとともに韓国推理作家協会との交流にも尽力した。

## 作品一覧

### 小説
- 殺意の曠野（1974年、毎日新聞社） - 「殺意の曠野」、「ルバング島の幽霊」、「呪譜」の3編を収録
- 死者の柩を揺り動かすな（1977年、集英社／1987年5月、徳間文庫） - 第31回日本推理作家協会賞長編部門候補作
- 倒産回路（1978年、集英社／1991年3月、徳間文庫）
- 山河哀号（1979年、集英社／1986年12月、徳間文庫）
- わが屍に石を積め（1980年7月、集英社／1989年2月、徳間文庫）
- 五行道殺人事件（1981年7月、徳間書店<Tokuma novels>）
- みちのく殺人行（1982年8月、徳間書店<Tokuma novels>／1990年5月、徳間文庫）
- 桜子は帰ってきたか（1983年6月、文藝春秋／1986年5月、文春文庫　2016年12月、）
- あずみの殺人行（1985年12月、徳間書店<Tokuma novels>）
- 英霊の身代金（1986年8月、文藝春秋）
- 玄界灘殺人行（1986年9月、徳間書店<Tokuma novels>）
- 地獄の特殊工作員（1988年9月、徳間書店<Tokuma novels>）
- 平安千年殺曼荼羅（1989年7月、双葉社<Futaba novels>）
- 倒産戦略（1990年10月、徳間書店<Tokuma novels>）
- 企業喰い（1991年12月、徳間書店<Tokuma novels>）
- 新羅千年秘宝伝説（1994年6月、日本文芸社<日文ノベルス>）
- 断層寒流（1994年10月、文藝春秋）

### その他
- 恨の韓国史　六つの古都の歴史案内（1988年7月、徳間書店<徳間文庫>）
- 人物韓国史（1989年10月、徳間書店<徳間文庫>）
- 体験的朝鮮戦争（1992年4月、徳間書店<徳間文庫>／2002年12月、晩聲社）